# Пролазим кроз зидове: мемоари
Пролазим кроз зидове: мемоари (енгл. Walk through walls) је књига коју је Марина Абрамовић написала заједно с Џејмсом Капланом, објављена 2016. године. Српско издање објавила је издавачка кућа "Самиздат" из Београда 2017. године у преводу Ивана Радосављевића.

## О аутору
- Марина Абрамович је рођена 1946. године у Београду, и једна је од најзначајнијих уметница нашег времена. Од почетка своје каријере у Југославији током раних 1970-их била је пионир употребе перформанса као визуелне уметности.[3]
- Џејмс Каплан (1951) је писац биографија и белетристике, новинар више од четири деценије. Аутор је двотомне биографије Френка Синатре Frank: The Voice и Sinatra: The Chairman, као и више од стотину приказа личности.[4]

## О књизи
Књига Пролазим кроз зидове је аутобиографија уметнице Марине Абрамовић која на директан начин говори о својој породици, колегама, каријери.
Маринина прича описује јединствену уметничку каријеру у којој је сопственим телом превазилазила границе страха, бола, исцрпљености и опасности, бескомпромисно трагајући за емоционалним и духовним преображајем.
Аутобиографија је писана хронолошки. Почиње са причом о њеном рођењу у послератној Југославији. Родитељи су јој били ратни хероји који су постали уважени чланови партије с важним запослењима. Имали су све привилегије и ништа им није недостајало. Мајка Даница  је била директорица Музеја револуције, а отац Војин ратни херој. Брак њених родитеља је био у сталној кризи, а своје родитеље никада није видела да се љубе, а и она је била ускраћена за било какав телесни додир. Када је већ почела да гради међународну уметничку каријеру, Марина је још живела са родитељима, под суровом мајчином контролом. У самом средишту књиге приказана је љубавна прича и дванаестогодишња сарадња с уметником перформанса Улајем. Године које су провели заједно углавном су биле без пребијене паре, путујући комбијем по читавој Европи. Веза Марине и Улаја је попустила и драматично се окончала на самом Великом кинеском зиду.
Кроз Маринино исповедање пролазимо и кроз њену другу велику љубавну причу коју је имала са италијаном Паолом с којим је такође провела пуних дванаест година.
| „ | Искусила сам апсолутну слободу – осетила сам да ми је тело неограничено, безмерно; бол је био неважан, апсолутно све је било неважно – и тај осећај ме је опио. - Марина Абрамовић | ” |